# Pelastoneurus nigricornis
Pelastoneurus nigricornis är en tvåvingeart som beskrevs av Van Duzee 1923. Pelastoneurus nigricornis ingår i släktet Pelastoneurus och familjen styltflugor. Inga underarter finns listade i Catalogue of Life.